# Субботино (Курганская область)
Субботино — село в Сафакулевском районе Курганской области. Административный центр Субботинского сельсовета.

## История
В 1966 г. Указом Президиума ВС РСФСР деревня отделения № 3 Яланского совхоза переименована в Субботино.

## Население
| 1989 | 2002 | 2010 |
| ---- | ---- | ---- |
| 572  | ↗579 | ↘456 |

Национальный состав
Согласно результатам Всероссийской переписи населения 2002 года, в национальной структуре населения  башкиры составляли 83 %.

## Религия
Мечети
- Мечеть